# Erbwort
Erbwort ist die Bezeichnung für ein Wort, das sich aus einem schon in vorigen Sprachstufen einer Sprache enthaltenen Wort entwickelt hat.
Die Etymologie versucht, die zeitliche Entwicklung und Herkunft des Wortschatzes einer Sprache zu klären. Erbwörter geben dabei Aufschluss über die Abstammung der Sprache. Sie müssen von Lehnwörtern unterschieden werden, welche aus einer parallelen Sprache übernommen wurden.
Die moderne deutsche Sprache lässt sich über mehrere auch schriftlich überlieferte Sprachen des Mittelalters (Mittelhochdeutsch, Althochdeutsch) zurückverfolgen. Moderne Wörter, die ihren Ursprung beispielsweise in jenen Sprachen haben, gelten als Erbwörter. Noch weiter zurückblickend ist die deutsche Sprache aus der indirekt erschließbaren urgermanischen Sprache – sowie aus der urindogermanischen Sprache, die noch tiefer in der Vergangenheit liegt – entstanden, aus der sie viele Erbwörter erhielt.
Hierbei ist allerdings zu beachten, dass „Erbwort“ ein relativer Begriff sein kann: Ein Wort kann aus einer früheren Sprachstufe ererbt, doch in einer noch früheren Stufe ein Lehnwort gewesen sein. Beispielsweise ist „Bischof“ mit Blick auf das Althochdeutsche (8. Jahrhundert biscof) ein Erbwort, war jedoch (als mit dem Christentum verbundenes Wort) im Urgermanischen noch nicht vorhanden und ist erst später aus dem lateinischen episcopus (oder einem nicht direkt belegten romanischen biscopus) in einen Vorläufer des Althochdeutschen (vor der Hochdeutschen Lautverschiebung, vgl. unverschobenes englisches bishop) entlehnt worden. „Eisen“ ist ein bereits für das Urgermanische zu erschließendes Wort, jedoch nicht aus dem Urindogermanischen ererbt, sondern ein frühes keltisches Lehnwort. Noch ältere Lehnwortschichten sind ebenfalls eine Möglichkeit, mit der gerechnet werden muss, so dass selbst aus dem Urindogermanischen ererbte Wörter uralte Entlehnungen sein können.
Beispiele für Erbwörter in der deutschen Sprache sind: „Sonne“, „Vater“, „Nase“ und fast alle starken Verben.